# Eláter
El eláter es una célula higroscópica (que puede absorber y exhalar la humedad dependiendo del medio en el que se encuentre) estéril, que se caracteriza por estar engrosada y enrollada en espiral en la cápsula esporífera de las células hepáticas.

## Función
El eláter contribuye con sus movimientos a la diseminación de las esporas en algunos vegetales, como es el caso de los briofitos.